# Johann Georg Palitzsch
Johann Georg Palitzsch (n. 11 iunie 1723, Dresda – m. 21 februarie 1788) a fost un astronom german, devenit celebru pentru că a fost primul care a observat reîntoarcerea  cometei Halley, în ziua de Crăciun 1758. Natura periodică a acestei comete fusese prevăzută de Edmond Halley în 1705, însă acesta din urmă murise fără să fi putut verifica previziunea sa.

## Biografie
Crescut pentru a deveni fermier sub autoritatea unui tată strict, Johann Georg Palitzsch a studiat în secret astronomia din cărțile pe care și le procura, îndeosebi Vorhof der Sternwissenschaft (în română: Curtea astronomiei) de Christian Pescheck. A învățat latina și, la vârsta de 21 de ani a moștenit ferma, fapt care i-a permis să-și construiască propria grădină botanică, o bibliotecă, un laborator și un muzeu. A fost susținut de diverși donatori, între care viitorul rege al Angliei. Dar războiul dintre Prusia și Austria a pus capăt ambițiilor sale.
La moartea sa, a lăsat o bibliotecă de 3.500 de cărți, în parte constituite din copii manuscrise ale operelor științifice pe care nu putuse cumpăra din cauza costului lor.

## Omagieri
Un crater și o vale de pe Lună îi poartă numele, precum și asteroidul (11970) Palitzsch.